# Ступаковский сельский совет (Ичнянский район)
Ступаковский сельский совет (укр. Ступаківська сільська рада) — входит в состав
Ичнянского района
Черниговской области
Украины.
Административный центр сельского совета находится в 
с. Ступаковка
.

## Населённые пункты совета
- с. Ступаковка
- с. Зинченково